# Critics’ Choice Movie Award/Bester Dokumentarfilm
Von 1996 bis 2016 wurde bei den BFCA der beste Dokumentarfilm des vergangenen Filmjahres geehrt.

## Preisträger
| Jahr | Preisträger                                    | Regie             |
| 1996 | Crumb                                          | Terry Zwigoff     |
| 1997 | When We Were Kings - Einst waren wir Könige    | Leon Gast         |
| 1998 | Vier kleine Mädchen                            | Spike Lee         |
| 1999 | Wild Man Blues                                 | Barbara Kopple    |
| 2000 | Buena Vista Social Club                        | Wim Wenders       |
| 2001 | The Life and Times of Hank Greenberg           | Aviva Kempner     |
| 2002 | nicht verliehen                                |                   |
| 2003 | Bowling for Columbine                          | Michael Moore     |
| 2004 | Capturing the Friedmans                        | Andrew Jarecki    |
| 2005 | Fahrenheit 9/11                                | Michael Moore     |
| 2006 | Die Reise der Pinguine                         | Luc Jacquet       |
| 2007 | Eine unbequeme Wahrheit                        | Davis Guggenheim  |
| 2008 | Sicko                                          | Michael Moore     |
| 2009 | Man on Wire                                    | James Marsh       |
| 2010 | Die Bucht                                      | Louie Psihoyos    |
| 2011 | Waiting for Superman                           | Davis Guggenheim  |
| 2012 | George Harrison – Living In The Material World | Martin Scorsese   |
| 2013 | Searching for Sugar Man                        | Malik Bendjelloul |
| 2014 | 20 Feet from Stardom                           | Morgan Neville    |
| 2015 | Life Itself                                    | Steve James       |
| 2016 | Amy                                            | Asif Kapadia      |